# Joseph Bailly Homestead
La Joseph Bailly Homestead est une maison américaine située dans le comté de Porter, en Indiana. Cette ancienne résidence de Joseph Bailly est aujourd'hui protégée au sein du parc national des Indiana Dunes. Classée National Historic Landmark depuis le 29 décembre 1962, elle est inscrite au Registre national des lieux historiques depuis le 15 octobre 1966.